# Thibaut Macé
Pour les articles homonymes, voir Macé.
Thibaut Macé, né le 16 mai 1986 à Cholet, est un coureur cycliste français. Ancien coureur amateur, il est désormais directeur sportif au sein de l'équipe Total Direct Énergie.

## Biographie
Durant plusieurs saisons, Thibaut Macé évolue au plus haut niveau amateur à l'UC Nantes Atlantique en 2005 au club Vendée U puis chez Sojasun espoir-ACNC. En 2006, il devient champion de France de l'américaine, avec son coéquipier Damien Gaudin. Il met un terme à sa carrière cycliste à l'issue de la saison 2010. 
Dès 2011, il devient directeur sportif au sein de Sojasun espoir. Il occupe ensuite cette fonction au sein de son ancienne équipe du Vendée U à partir de 2014. En 2017, il intègre l'encadrement de l'équipe première, Direct Énergie.

## Palmarès sur route

### Par année
- 2005
  - Route du Sud Estuaire
- 2007
  - 2e du Circuit des plages vendéennes
  - 3e du Tour de Rhuys
- 2009
  - 1re étape du Circuit des plages vendéennes
  - 2e du Circuit des plages vendéennes
  - 3e du Circuit de la vallée de la Loire

### Classements mondiaux
| Année           | 2007   | 2008   | 2009 | 2010 |
| --------------- | ------ | ------ | ---- | ---- |
| UCI Europe Tour | 1 108e | 1 289e |      | 895e |

## Palmarès sur piste

### Championnats de France
- 2004
  - 2e de la poursuite par équipes juniors
- 2006
  -  Champion de France de l'américaine (avec Damien Gaudin)
- 2007
  - 2e de la poursuite par équipes espoirs
  - 2e de l'américaine